# RFB X-113
Dimensions
Le RFB X-113 est un engin expérimental à effet de sol (WIG pour Wing in ground) dessiné par Alexander Lippisch, aérodynamicien allemand émigré aux USA après la guerre. Après des études préliminaires : essais de modèles en bassin de carène et en soufflerie, essais du prototype X-112 réalisées aux États-Unis dans les années 1960, le X-113 a été construit en Allemagne par RFB (Rhein-Flugzeugbau) et testé en vol en 1970.
Il semblerait que le concept WIG "Lippisch" illustré par le X-113 ait été repris par l'Iran pour la conception d'un WIG anti-navire le HESA Bavar 2 (en). Ce serait le premier WIG militaire à entrer en service de l'histoire.
Caractéristiques générales :
- Monoplace
- Configuration trimaran : coque centrale plus flotteurs latéraux
- Dimensions :

Envergure 5.88 m, longueur 8.53 m
- Construction en matériaux composites
- Masse totale 340 kg

- moteur 28 kW (38 ch)
- Performances :

vitesse max 180 km/h
finesse (rapport portance/traînée) : maximum 23 en effet de sol, minimum 7 hors effet de sol

## Liens
- Effet de sol
- Alexander Lippisch
- Lippisch X-112
- RFB X-114
- Navion
- « http://www.aeronautics.ru/ekranoplans »(Archive.org • Wikiwix • Archive.is • Google • Que faire ?) Site russe sur les avions à effet de sol